# Актон (тауншип, Миннесота)
Актон (англ. Acton) — тауншип в округе Микер, Миннесота, США. На 2000 год его население составило 381 человек.

## География
По данным Бюро переписи населения США площадь тауншипа составляет 91,7 км², из которых 85,6 км² занимает суша, а 6,2 км² — вода (6,72 %).

## Демография
По данным переписи населения 2000 года здесь находились 381 человек, 156 домохозяйств и 112 семей.  Плотность населения —  4,5 чел./км².  На территории тауншипа расположено 182 постройки со средней плотностью 2,1 построек на один квадратный километр. Расовый состав населения: 98,43 % белых, 0,26 % коренных американцев, 0,52 % азиатов, 0,79 % — других рас США. Испанцы или латиноамериканцы любой расы составляли 0,79 % от популяции тауншипа.
Из 156 домохозяйств в 28,8 % воспитывались дети до 18 лет, в 64,7 % проживали супружеские пары, в 5,1 % проживали незамужние женщины и в 28,2 % домохозяйств проживали несемейные люди. 26,9 % домохозяйств состояли из одного человека, при том 7,1 % из — одиноких пожилых людей старше 65 лет. Средний размер домохозяйства — 2,44, а семьи — 2,96 человека.
24,7 % населения — младше 18 лет, 5,5 % — в возрасте от 18 до 24 лет, 28,9 % — от 25 до 44, 28,9 % — от 45 до 64, и 12,1 % — старше 65 лет. Средний возраст — 40 лет. На каждые 100 женщин приходилось 108,2 мужчин.  На каждые 100 женщин старше 18 приходилось 106,5 мужчин.
Средний годовой доход домохозяйства составлял 37 813 долларов, а средний годовой доход семьи —  46 750 долларов. Средний доход мужчин —  31 667  долларов, в то время как у женщин — 26 000. Доход на душу населения составил 16 502 доллара. За чертой бедности находились 9,5 % семей и 9,1 % всего населения тауншипа, из которых 3,7 % младше 18 и 24,4 % старше 65 лет.